# Volkan Altın
Volkan Altın (* 10. August 1986 in Berlin) ist ein deutscher Fußballspieler türkischer Abstammung und spielt zurzeit bei Antalyaspor in der Turkcell Süper Lig. Der defensive Mittelfeldspieler besitzt neben der deutschen Staatsangehörigkeit auch die der Türkei.

## Karriere
Volkan Altın begann seine Karriere bei den Jugendmannschaften von Trakyaspor Berlin, FC Brandenburg 03 und Tennis Borussia Berlin. Im Sommer 2002 wechselte er in die von Dirk Kunert trainierte B-Jugend von Hertha BSC, mit der er in der Saison 2002/2003 durch einen 4:1-Erfolg über den VfB Stuttgart Deutscher Meister wurde. In der Spielzeit 2003/2004 gewann er mit der A-Jugend des Klubs den DFB-Junioren-Vereinspokal 2004 durch einen 5:0-Sieg gegen die SGV Freiberg. Während seiner Jugendzeit bei Hertha wurde er auch mehrfach in Jugendauswahlen des DFB berufen und kam zu insgesamt zehn Einsätzen in Jugendnationalmannschaften.
2005 rückte Altın in die U-23-Mannschaft von Hertha BSC auf und kam er in der Regionalliga Nord zu fünf Einsätzen. Im Sommer 2006 entschloss er sich wegen der geringen Einsatzzeit zu einem ligainternen Wechsel zu den Kickers Emden, für den er zu 31 Ligaspielen kam. Zum Saisonende verließ er Emden wieder und schloss sich kurz vor Transferschluss dem Süd-Regionalligisten SV Sandhausen an, für den er zu 17 Einsätzen (2 Tore) kam. Nachdem sein Vertrag bei Sandhausen nicht verlängert worden war, wechselte er zum türkischen Erstligisten Antalyaspor. Nach Ablauf seines Vertrages und nur zehn Kurzeinsätzen in der Süper Lig wechselte er im Juli 2011 zum Aufsteiger Orduspor, welcher sich jedoch schon zwei Monate später wieder von diesem trennte. Altın fand im Drittligisten Altay İzmir einen neuen Arbeitgeber, für den er am 19. September 2011 im Spiel gegen Corumspor sein Debüt gab, als er in der 88. Spielminute für Mustafa Cevahir eingewechselt wurde. 2016 einigte er sich mit dem BSV Hürtürkel und spielte in der Saison 2015–2016 für den Berlin-Ligisten.
Zur Saison 2019/20 schloss sich Altin dem Landesliga-Aufsteiger BFC Meteor 06 an.
Inzwischen trainiert er die A Jugend von Sparta Lichtenberg, mit der er in der Saison 2024/25 den Abstieg verhindern möchte. 